# Gascon Saintongeois
Gascon Saintongeois bezeichnet zwei verschiedene Hunderassen:
- Grand Gascon Saintongeois
- Petit Gascon Saintongeois

Die Rassen sind von der FCI im Standard Nummer 21 zusammengefasst.